# Holding business
Holding Business ou simplesmente H-business (acrônimo), deriva do conceito de holding (‘’controladora’’) + Business (“negócios”), que compreende as organizações que possuem suas atividade baseadas em segmentos múltiplos não importando a quantidade de produtos ou serviços representados em cada segmento. Para configurar tal perfil organizacional as atividades devem compreender pelo menos 3 (três) ou mais segmentos, desde que fique evidenciada sua prática de forma integrada, organizada e habitual.

## Justificativa
O termo holding, compreende uma empresa cujo capital é constituído exclusivamente da totalidade ou da maioria das ações de outras empresas, que passam a ser suas subsidiárias e geralmente este controle é a sua única atividade. A principio uma organização que possui em seu rol de produtos, e ou serviços variados segmentos de mercado, não seria uma holding, porem o termo “holding business” ou simplesmente “H-business” compreende exclusivamente as organizações multisegmentadas que trabalham sob a forma de um único empreendimento.
Para Philip Kotler, empresas com múltiplos segmentos é uma estratégia mercadológica e deve fazer parte de um planejamento estratégico, uma metodologia gerencial que permite estabelecer a direção a ser seguida pela organização, visando maior grau de interação com o ambiente.
Isso reforça que não adianta criar um perfil de holding business se os segmentos não estão integrados estrategicamente.
Para Michael Porter, as empresas competem criando vantagens competitivas em relação aos concorrentes. A habilidade de desenvolver competências distintas, favorece o estabelecimento de vantagens competitivas que, normalmente, se manifestam através de estratégias de diferenciação ou de liderança em baixo custo.

## Principais Vantagens
Existe uma série de vantagens inerentes ao perfil de uma H-business. Os principais são:
- Menor risco decorrente de sazonalidades e volatilidade de mercado.
- Melhora o desempenho de forma sustentável e aumenta a competitividade.
- Agrega valor aos produtos e intensifica a fidelização de clientes.
- Fortalecimento da marca e ampliação do atendimento e praças de mercado.
- Estimula a preferência do cliente em detrimento da concorrência (trade-off) favorável.
- Otimização das estratégias de marketing (necessidade, desejo, demanda e os 4Ps).